# Machimus ugandiensis
Machimus ugandiensis är en tvåvingeart som beskrevs av Ricardo 1919. Machimus ugandiensis ingår i släktet Machimus och familjen rovflugor. Inga underarter finns listade i Catalogue of Life.